# Guoji (köpinghuvudort i Kina, Jiangsu Sheng, lat 32,70, long 119,33)
Guoji (kinesiska: 郭集, 郭集镇) är en köpinghuvudort i Kina. Den ligger i provinsen Jiangsu, i den östra delen av landet, omkring 86 kilometer nordost om provinshuvudstaden Nanjing. Antalet invånare är 23 093. Befolkningen består av 11 513 kvinnor och 11 580 män. Barn under 15 år utgör 11,0 %, vuxna 15-64 år 75 %, och äldre över 65 år 12,0 %.
Runt Guoji är det tätbefolkat, med 613 invånare per kvadratkilometer. Närmaste större samhälle är Gaoyou, 14,7 km nordost om Guoji. Trakten runt Guoji består till största delen av jordbruksmark.
Genomsnittlig årsnederbörd är 1 294 millimeter. Den regnigaste månaden är juli, med i genomsnitt 289 mm nederbörd, och den torraste är december, med 30 mm nederbörd.